# Comité sur la situation des espèces en péril au Canada
Le Comité sur la situation des espèces en péril au Canada (COSEPAC) est un comité composé de spécialistes, qui évalue et désigne les espèces sauvages qui risquent de disparaître du Canada.
Le comité détermine le statut national des espèces que l'on présume en danger d'extinction dans le pays ou sur la planète. Il se sert d’un processus fondé sur la science, sur les connaissances traditionnelles autochtones et sur les connaissances des collectivités pour évaluer les espèces en péril.
Dans l’exécution de son travail, le COSEPAC élabore des listes en ordre de priorité des espèces candidates nécessitant une évaluation, gère la production de rapports de situation des espèces et tient des réunions pendant lesquelles les espèces sont évaluées et classifiées dans des catégories de risque.
Lorsque TransCanada envisageait de construire un port pétrolier à Cacouna comme terminal de l'oléoduc Énergie Est, le COSEPAC a été chargé de faire une étude sur l'impact qu'aurait ce projet sur les bélugas, pour lesquelles cette région du fleuve sert de lieu de reproduction. Le 1er décembre 2014, le comité recommande une pleine protection de ce site, à la suite de quoi TransCanada abandonne son projet.